# Ramot Polin

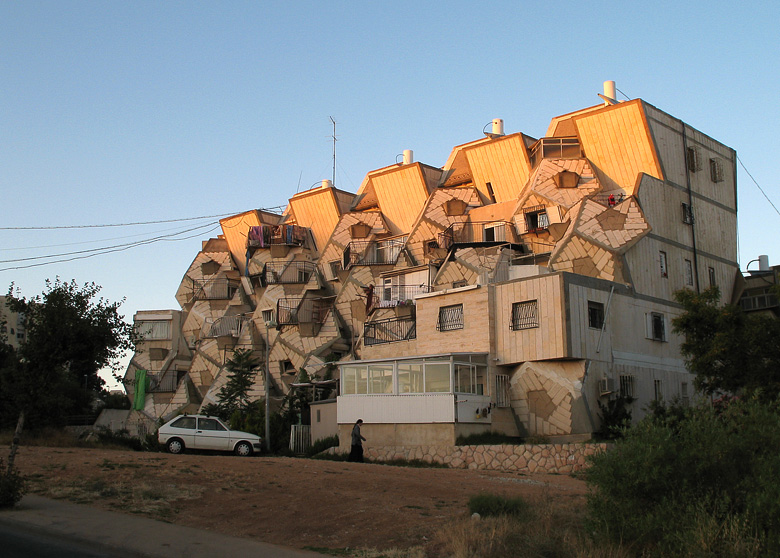
Architektura v Ramot Polin

Ramot Polin (hebrejsky: רמות פולין, doslova Polské výšiny) je židovská čtvrť v severozápadní části Jeruzaléma v Izraeli, situovaná ve Východním Jeruzalému, tedy v části města, která byla okupována Izraelem v roce 1967 a začleněna do hranic Jeruzaléma.

## Geografie
Leží v nadmořské výšce necelých 800 metrů, cca 6 kilometrů severozápadně od Starého Města. Na jihu s ní sousedí lidnatá židovská čtvrť Ramot, jejíž podčástí Ramot Polin je. Nachází se na vyvýšené náhorní terase, která je na východě ohraničena zářezem údolí potoka Sorek a na západě údolím vádí Nachal Šmu'el, na jehož protější straně stojí arabská vesnice Bajt Iksa. Terén stoupá dál k severu, kde již vstupuje na odlesněné planiny mimo městské hranice Jeruzaléma, tedy na Západní břeh Jordánu. Zde leží historická lokalita s arabskou vesnicí Nabi Samwil a muslimským i židovským posvátným místem (hrobka Samuela). Severně od Ramot Polin byla počátkem 21. století zčásti zbudována Izraelská bezpečnostní bariéra, která od Jeruzaléma oddělila některé arabské oblasti. Čtvrtí prochází lokální silnice číslo 436 z Jeruzaléma do izraelské osady Giv'at Ze'ev.

## Dějiny
Vznikla jako jeden z pěti urbanistických souborů tvořících čtvrť Ramot budovanou od roku 1974. V jejím rámci se Ramot Polin odlišuje atypickou architekturou a vysokým podílem ultraortodoxních Židů.